# Бабуин
Бабуин още жълт павиан (Papio cynocephalus) е вид примат от семейство Коткоподобни маймуни (Cercopithecidae). Видът не е застрашен от изчезване.

## Разпространение
Разпространен е в Ангола, Демократична република Конго, Етиопия, Замбия, Кения, Малави, Мозамбик, Сомалия и Танзания.